# やえやま型掃海艦
やえやま型掃海艦（やえやまがたそうかいかん、英語: Yaeyama-class minesweeper）は、海上自衛隊の掃海艦（Mine Sweeper Ocean, MSO）の艦級。
潜水艦隊のための航路啓開を主任務としており、従来の掃海艇では対処不可能な深深度に敷設された機雷への対処能力が付与されている。従来の海上自衛隊掃海艇と同様、磁気反応型機雷を避けるため木造であり、アメリカ海軍のアヴェンジャー級とともに、世界最大級の木造船舶となっている。建造単価は163億円（平成元年度）。

## 来歴
1970年代初期、優勢なアメリカ海軍原子力潜水艦に対抗して、ソビエト連邦軍は機雷の高性能化・深深度化を進めており、アンテナ機雷や短係止上昇式機雷のなかには水深2,000メートルまで敷設可能なものも出現してきた。このような深深度に敷設された機雷には、従来の掃海艇では対処困難であり、海中を航行する潜水艦にとって大きな脅威となった。
海上自衛隊においては、特に豊後水道・浦賀水道の2つのチョークポイントに機雷を設置された場合、それぞれ呉基地の第1潜水隊群、横須賀基地の第2潜水隊群の活動が大きく掣肘されることから、深深度の対潜機雷への対処能力の整備は非常に切迫したものとなった。このことから、61中期防においては、中深度域での機雷対処能力を備えた掃海艇（MSC）と、深深度機雷に対処するための1,000トン型掃海艦を整備することとされた。前者として整備されたのがうわじま型（63MSC）であり、後者として整備されたのが本型である。
当初は昭和62年度で予算要求したものの、予算額の大きさと対機雷戦システムの開発遅延のために内局での査定落ちとなった。また翌年度ではイージス艦というビッグプロジェクト（後のこんごう型）があったことから、こちらも実現しなかった。その後、平成元年度で2隻、平成2年度で1隻が建造された。

## 設計

### 船体
技術研究本部では、昭和48年度より掃海艇のFRP化について研究しており、昭和55年度には集大成として実験艇「ときわ」も建造されていた。このこともあって、当初、61中防での掃海艇はFRP艇として建造することも検討されていたが、音響透過試験の結果、FRP艇は木造艇よりも音響透過率が大きく、水中放射雑音が高くなることが確認された。昭和59～60年度に実施された技本の部内研究でも、音響透過率を「木製」と同等にする見通しは立たず、また昭和60年度で造船工業会に委託した「木製及びFRP製掃海艇の建造技術に関する調査」結果から、建造技術に関する差異はないが、コスト面では木造船が有利となることから、1986年2月19日の決定により、海幕は構造材として木材を選択した。
しかし新型掃海艦では、排水量にして中型掃海艇（MSC）の2倍以上と格段に大型化する計画だったことから、従来の船体構造をそのままスケールアップするだけでは板厚等が厚くなりすぎるため、新しい建造技術の開発が必要となった。この課題に対し、1986年には、技本、防衛技術協会、日立造船、日本鋼管及び学識経験者による「大型木製船体構造評価方式の調査研究」がスタートした。6年をかけた検討の結果、外板構造としては、従来は外層板と内層板の片矢羽根構造にしていたのに対し、本型では、せん断剛性及び縦引張合成の増加のために、内層板を互いに直交する斜め張りとしてこれに外層の縦張り板を張るという三層両矢羽根構造が採択された。従来の掃海艇と同じ二重矢羽根構造を採用していた場合は内層板厚は47mmになったと考えられていたが、これによって20mmに抑えられている。使用樹種は下記の通りで、63MSCと同様である。
- ベイマツ - キール・スケグ、船底縦通材、チャイン材、フレーム、外板・甲板
- ケヤキ - キール摩材
- タモ - 合板

また船首楼を全長の3/4以上に延伸するとともに、強度甲板を上甲板から船首楼甲板とした。その検証を2分の1縮尺モデルで強度試験及びFEM解析を実施し、部材寸法の決定が確立され、木造船としては世界最大級の建造が可能となった。

### 機関
主機関としては、63MSCの搭載機と同系列だがより大出力（1,200馬力/1,000rpm）の三菱重工業製4サイクル非磁性ディーゼルエンジンである6NMU-TKIを搭載した。
雑音低減化対策として、プロペラは、船尾形状の許す限りの大直径とし、回転数を可能な限り低くし、キャビテーション低減化を図った。また、二重防振支持装置を主機・掃海発電機・主発電機に採用した。
また推進器を可変ピッチ・プロペラ（CPP）にするとともに初めてバウ・スラスター（推力3トン）を装備し、GPSを利用した精密航法装置・自動操艦装置と連動させて、艦位保持装置（DPS）を装備した。

## 装備
本型では対機雷戦装備のシステム化を図り、昭和60年度の時点では、アメリカ海軍の深々度掃討装置を導入する計画とされていた。しかし開発遅延や性能面の問題から、後に、一部の装備については国産装備で代替することとなった。

### C4ISTAR
上記の経緯より、当初はAN/SSN-2(V)精密統合航法システム（precision-integrated navigation system, PINS）の導入が検討されていた。しかし開発の遅延と予算との絡みもあって、国産の掃討用戦闘指揮システム（M-CDS）を導入することになり、指揮支援装置として装備された。
一方、機雷探知器については、当初計画どおりAN/SQQ-32が導入された。これはアメリカ合衆国のレイセオン社とフランスのトムソン・シントラ社により開発されたもので、機雷探知機能はレイセオン社の技術に基づいて35キロヘルツの周波数を使用しており、5本の垂直ビームによって全周にわたって海面から海底までを捜索できる。一方、機雷類別機能はトムソン・シントラ社の技術に基づいて445-650キロヘルツの周波数を使用しており、0.13度の分解能を誇っている。ハル・ソナーと可変深度ソナーを兼用しており、艦橋前部に船底から上甲板に至るシーチェストを設けて、送受波器をここに格納し、その直上の船首楼甲板に吊下えい航索の巻上げ機を設置して、送受波器の揚降を行っている。
対水上捜索レーダーとしては、63MSCと同系列のXバンドのOPS-39-Yが搭載される。

### 機雷掃討
技術研究本部では、昭和53年度より「深々度機雷掃討装置S-7」の開発に着手していたが、この時点では、ソナーの性能上深々度の捜索が困難であるとして昭和59年度で中止され、中深度のS-7型改1として転用されて、うわじま型（63MSC）に搭載されていた。
一方本型では、当初は上記の通り、アメリカ製の機雷処分具（MNS）の搭載が検討されていた。しかしこれは深々度専用であるのに対し、S-7であれば、特段の技術的問題も無く、中深度だけでなく深々度にも対応できることから、このS-7 2形が採択されることになった。これは有索式・遠隔操作式の無人潜水機（ROV）で、円筒形の機体の後方には可動式のスラスターが、前方には上下動用のスラスターがトンネルを設けて設置されている。先端には精密走査用のイメージング・ソナー（超音波水中映像装置）、低光量ビデオカメラおよびサーチライトが装備されている。機雷処分用として、胴体下に処分爆雷1発を搭載しており、海底の機雷に向けて投下して破壊する。また2形では、1形にはなかった係維索切断用のカッターも備えている。

### 機雷掃海
係維掃海具
深深度機雷に対処できる新型機として89式係維掃海具S-8を搭載する。これはカッターのついた掃海索を深度数百メートルに下ろして、これを曳航しながら機雷の係維索を切断していくものであり、従来の係維掃海具よりも長大な掃海索を備えることから、両舷の掃海範囲の幅を一定に保つための展開器や深度を一定に保つ沈降装置も新規開発となった。
感応掃海具
感応機雷に対する掃海具は63MSCと共通で、71式音響掃海具S-2改1と85式磁気掃海具S-6を搭載する。

## 配備
| 艦番号  | 艦名       | 建造                | 起工                       | 進水                        | 竣工                       | 除籍                        | 最終所属                          |
| ------- | ---------- | ------------------- | -------------------------- | --------------------------- | -------------------------- | --------------------------- | --------------------------------- |
| MSO-301 | やえやま   | 日立造船 神奈川工場 | 1990年 （平成2年） 8月30日 | 1991年 （平成3年） 8月29日  | 1993年 （平成5年） 3月16日 | 2016年 （平成28年） 6月28日 | 掃海隊群第51掃海隊 （横須賀基地） |
| MSO-302 | つしま     | 日本鋼管 鶴見造船所 | 1990年 （平成2年） 7月30日 | 1991年 （平成3年） 9月20日  | 1993年 （平成5年） 3月23日 | 2016年 （平成28年） 7月1日  | 掃海隊群第51掃海隊 （横須賀基地） |
| MSO-303 | はちじょう | 日本鋼管 鶴見造船所 | 1991年 （平成3年） 5月17日 | 1992年 （平成4年） 12月15日 | 1994年 （平成6年） 3月24日 | 2017年 （平成29年） 6月6日  | 掃海隊群第1掃海隊 （横須賀基地）  |